# Álvaro Negredo
Álvaro Negredo Sánchez (Madrid, 20 agosto 1985) è un ex calciatore spagnolo, di ruolo attaccante.

## Caratteristiche tecniche
È un attaccante completo, mancino di piede, in grado di svariare su tutto il fronte d'attacco, dotato di una buona tecnica individuale, molto abile nel gioco aereo e nel segnare reti in acrobazia, ma anche gol da opportunista in area di rigore. Si dimostra inoltre un eccellente rigorista, ha messo a segno in carriera 37 penalty su 44 calciati.

## Carriera

### Club

#### Gli inizi, Almería
Soprannominato La fiera de Vallecas ("la belva di Vallecas"), o el tiburon ("lo squalo" per la sua rapacità in area di rigore), cresce calcisticamente nel Rayo Vallecano, prima di essere acquistato nel 2005 dal Real Madrid, che lo manda alla squadra riserve, il Castilla.
Le buone prestazioni convincono l'allora allenatore del Real, Fabio Capello, a convocarlo in prima squadra per alcune partite di Copa del Rey; il giocatore rimane però in panchina. Nel luglio 2007 viene ceduto all'Almería per 3 milioni di euro, con la possibilità di riscattarlo entro due anni. Squadra con cui segna, tra l'altro, il gol della vittoria contro il Real il 2 febbraio 2008. Il primo gol in Primera División lo trova alla prima giornata contro il Deportivo de La Coruña gol del momentaneo 1-0 in una gara poi terminata 3-0. Il secondo gol lo segna all'ottava giornata di liga contro l'Osasuna.
Il 25 novembre 2007 segna il gol del pareggio contro il Villarreal. Contro il Real Vallolid il suo quarto gol in campionato. Il 2 febbraio 2008 contribuisce con un gol alla vittoria contro il Real Madrid segnando il gol del 2 a 0 al 46' minuto su rigore. Altra prestazione notevole quella del 19 aprile quando sigla una doppietta in casa del Siviglia in una partita poi vinta 1-4 per la sua squadra. Termina la stagione 2007-2008 con 13 reti all'attivo con il club che chiude all'ottavo posto.
La stagione 2008-2009 invece termina con ben 19 reti col club stavolta undicesimo , e viste le prestazioni finito il prestito torna al Real Madrid che esercita la loro opzione di riacquisto di 5 milioni di euro. Il primo gol della stagione arriva nell'esordio in campionato contro l'Athletic Bilbao vinta 3 a 1 giocata 31 agosto 2008. Segna consecutivamente alla seconda e terza giornata contro il Valencia finita 2 a 2 e con il Malaga, finita 1 a 0. Segna anche al ritorno contro il Valencia realizzando 2 gol nella sfida persa 3 a 2. Contro il Getafe realizza due gol decisivi per la vittoria per 2 a 1.

#### Siviglia
Il Real Madrid così esercita l'opzione di riacquisto sborsando 5 milioni di euro. Ma il 20 agosto 2009 viene ceduto al Siviglia per 15 milioni di euro, con la possibilità di contro riscatto per le merengues da esercitare entro due anni, il primo anno a 14 milioni e il secondo a 17 milioni di euro. Il primo gol con la maglia del Siviglia arriva nella terza giornata di Liga il 19 settembre, contro l'CA Osasuna finita 2 a 0 segna il gol dell'1 a 0.
Il 31 ottobre segna il secondo gol in campionato contro lo Xerez partita vinta 2 a 0 con gol finale di Luis Fabiano. Il 19 dicembre segna un gol inutile perché la partita terminerà 2 a 1 per il Getafe CF. Il 5 gennaio nei sedicesimi di finale di Coppa del Re contro il Barcellona il gol del 2 a 1 su rigore un minuto dopo il gol del pareggio di Zlatan Ibrahimović. Il 31 gennaio 2010 realizza la sua prima doppietta con la maglia del Siviglia nella partita contro il Valencia, vinta 2 a 1. Il 20 febbraio riceve il suo primo cartellino rosso, nella sfida vinta 3 a 1 contro il RCD Mallorca. Il 5 maggio realizza una doppietta contro il Racing Santander vinta 5 a 1. L'ultimo gol arriva il 15 maggio contro l'Almería ultima di campionato vinta 3 a 2. Nella stessa partita viene espulso. Il 19 maggio vince il suo primo trofeo in finale di Coppa del Re contro l'Atlético Madrid, dove lui parte da titolare ma viene sostituito al 68' minuto chiudendo così un'annata dal bottino di 15 reti.
La stagione 2010-2011 è la migliore della sua carriera, dopo la sconfitta contro il Barcellona in Supercoppa di Spagna, inizia la stagione con un gol nella prima partita di campionato contro il Levante il 28 agosto 2010 su calcio di rigore. Il 23 settembre ancora su rigore arriva il secondo gol, gol del momentaneo 1 a 0 partita che poi finirà 1 a 1. Il 3 ottobre apre le marcature contro l'Atlético Madrid parita poi vinta 3 a 1. Nella prima partita di Coppa del Re contro il Real Unión vinta 4 a 0 realizza la sua prima doppietta stagionale. Il 4 novembre arriva il primo e unico gol in UEFA Europa League nella parita vinta contro il Karpaty Lviv. Il 14 novembre al 92' minuto segna la rete della vittoria dopo il pareggio siglato da Bertolo del Real Zaragoza. Dopo molte partite senza gol il 15 gennaio 2011 realizza un gol, inutile perché il Siviglia perde 2 a 1 contro l'Espanyol. Il 29 gennaio segna due gol contro il Deportivo de La Coruña, partita finita pari (3-3).
Segna il 3 aprile nella partita vinta contro il Real Zaragoza finita 3 a 1 per il Siviglia e il 9 aprile contro il RCD Mallorca, pareggiata 3 a 3, entrambi i gol siglati su rigore. Si ripete nell'importante sfida contro il Villarreal di Rossi sigla il momentaneo 2 a 0 partita verrà vinta 3 a 2 (24 aprile). Nelle ultime 4 giornate segna regolarmente. Il 7 maggio contro il Real Madrid di José Mourinho nel disastroso 6 a 2 ai danni del Siviglia segna 2 reti. L'11 maggio contro l'Osasuna realizza ancora una volta due gol, partita però persa 3 a 2. Il 15 maggio contro la Real Sociedad segna un gol venendo anche ammonito e infine nell'ultima giornata di Liga segna un'altra doppietta arrivando a quota 20 gol record personale vincendo anche il Trofeo Zarra che viene dato al calciatore spagnolo che ha siglato più gol nel corso del campionato. Conclude la stagione con 55 presenze e 26 gol (20 nella liga, 5 nella Coppa del Re e 1 in UEFA Europa League.
Il 28 agosto 2011, all'esordio in campionato, sigla una doppietta nella partita vinta per 2-1 contro il Malaga. Il 17 dicembre segna il secondo gol nella sconfitta per 2-6 contro il Real Madrid. Nell'ultima stagione con la maglia del Siviglia sigla 31 gol complessivi, di cui 25 in campionato, giungendo quarto nella classifica marcatori.

#### Manchester City

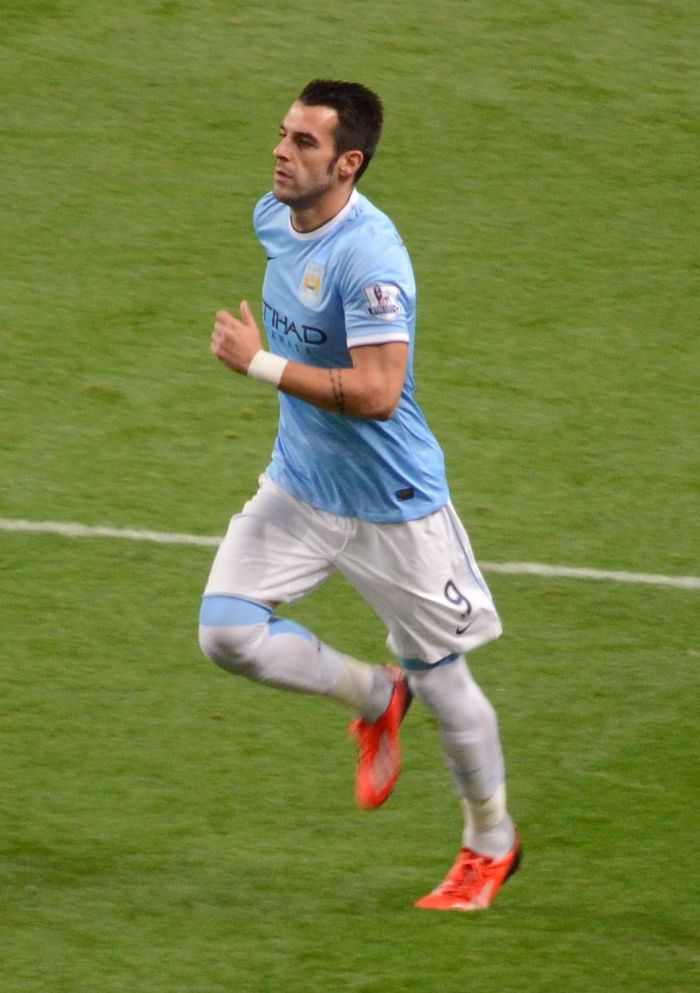
Álvaro Negredo con la maglia del nel 2013.

Il 17 luglio 2013 viene ufficializzato il suo passaggio al Manchester City per 25 milioni di euro. Il 19 agosto 2013 esordisce in Premier League, sostituendo il connazionale David Silva, nella vittoria casalinga per 4-0 contro il Newcastle Utd. Il 25 agosto 2013 va a segno per la prima volta con la nuova maglia nel turno successivo, nella sconfitta esterna per 2-3 contro il Cardiff. Il 5 novembre seguente realizza la sua prima tripletta con i Citizens, nella sfida di Champions League contro i russi del CSKA Mosca (4-2). L'8 gennaio 2014 sigla la sua seconda tripletta, nella partita di Football League Cup vinta per 6-0 contro il West Ham, raggiungendo così quota 23 gol con il Manchester City. Nella seconda parte di stagione, anche a causa di alcuni problemi fisici, Pellegrini lo relega ad un ruolo di riserva, preferendogli più spesso Edin Džeko.

#### Valencia e prestito al Middlesbrough

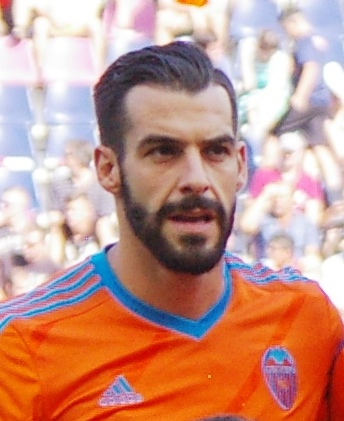
Álvaro Negredo con la maglia del nel 2015.

Il 1º settembre 2014 viene acquistato dal Valencia con la formula del prestito con obbligo di riscatto. Durante la stagione segna solo sei gol in 34 partite, tra campionato e coppe, ma si mette in luce per l'abnegazione e la continuità di rendimento. Il 1º luglio 2015 viene riscattato dal Valencia per 30 milioni di euro.
Il 20 luglio 2016 si trasferisce in prestito al Middlesbrough, squadra neopromossa in Premier League. Il 13 agosto seguente, all'esordio con la nuova maglia, segna il suo primo gol con il Boro, nel pareggio per 1-1 contro lo Stoke City al Riverside Stadium. Il 26 novembre realizza una doppietta nel match pareggiato per 2-2 sul campo del Leicester City. Al termine della stagione, culminata con la retrocessione del Middlesbrough, Negredo non viene riscattato e fa quindi ritorno al Valencia.

#### Beşiktaş e Al-Nasr
Il 2 agosto 2017 viene acquistato dai turchi del Beşiktaş con contratto triennale.. Dopo un anno trascorso a Istanbul lascia il club che versa in condizioni di difficoltà economiche per la svalutazione della lira turca e non può garantire il corposo ingaggio al giocatore.
Il 18 settembre 2018 firma un contratto con la società emiratina dell'Al-Nasr. Chiude la sua esperienza orientale con 50 presenze e 31 reti complessivamente.

#### Cadice e Real Valladolid
Il 23 luglio 2020 ritorna in patria per rinforzare il Cadice, squadra neopromossa nella Liga, con cui firma un contratto per una stagione con opzione di rinnovo per un'ulteriore. Il 22 maggio successivo l'opzione di rinnovo è stata esercitata. Iniziata la stagione 2021-2022, grazie alle ottime prestazioni, il 31 marzo 2022 rinnova il contatto per un'ulteriore stagione. Nella stagione 2022-2023 risulta essere uno dei migliori attaccanti della squadra gialloblù, tanto che il 21 giugno 2023 firma un nuovo contratto fino al 30 giugno 2024. Il 1º febbraio 2024, dopo 105 presenze e 20 reti complessivamente, risolve il contratto con la squadra spagnola.
L'8 febbraio 2024 firma un contratto fino al termine della stagione con il Real Valladolid.

### Nazionale

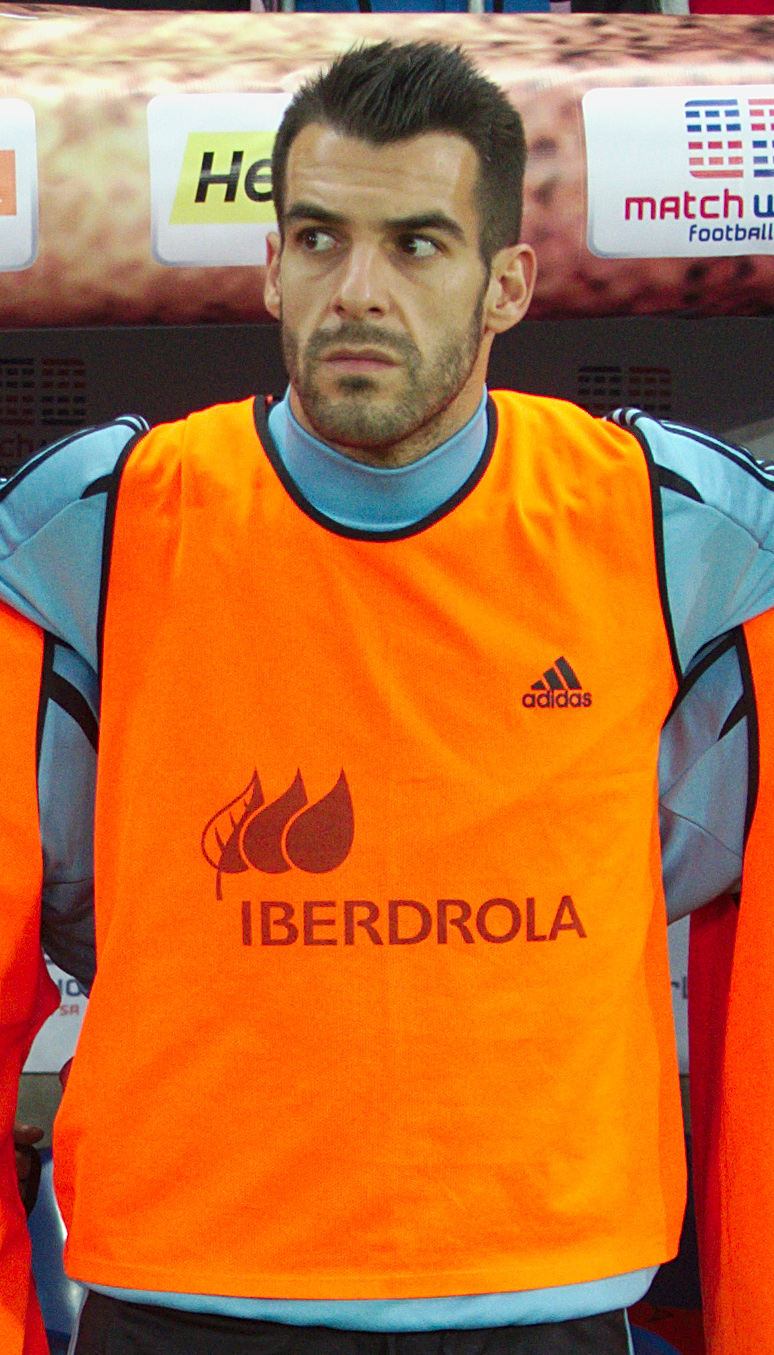
Álvaro Negredo con la Spagna nel 2013.

Dopo una sola presenza con la Spagna under 21, esordisce con la nazionale maggiore il 10 ottobre 2009, nella partita valida per le qualificazioni ai mondiali del 2010 contro l'Armenia (2-1). Il 14 ottobre dello stesso anno arrivano i suoi primi due gol, nella partita contro la Bosnia ed Erzegovina, vinta 5-2 dalla Spagna. Il 4 giugno 2011 realizza il suo terzo gol, nella vittoria per 4-0 contro gli Stati Uniti. Il 6 settembre viene schierato in campo da titolare nella gara valida per le qualificazioni agli Europei 2012, contro il Liechtenstein (6-0). Parte titolare nella sua unica presenza agli Europei 2012, nella gara contro il Portogallo, venendo sostituito nel secondo tempo.

## Statistiche

### Presenze e reti nei club
Statistiche aggiornate al 7 aprile 2024.
| Stagione                    | Squadra                     | Campionato                  | Campionato | Campionato | Coppe nazionali | Coppe nazionali | Coppe nazionali | Coppe continentali | Coppe continentali | Coppe continentali | Altre coppe | Altre coppe | Altre coppe | Totale | Totale |
| Stagione                    | Squadra                     | Comp                        | Pres       | Reti       | Comp            | Pres            | Reti            | Comp               | Pres               | Reti               | Comp        | Pres        | Reti        | Pres   | Reti   |
| --------------------------- | --------------------------- | --------------------------- | ---------- | ---------- | --------------- | --------------- | --------------- | ------------------ | ------------------ | ------------------ | ----------- | ----------- | ----------- | ------ | ------ |
| 2003-2004                   | Rayo Vallecano B            | TD                          | 15         | 14         | -               | -               | -               | -                  | -                  | -                  | -           | -           | -           | 15     | 14     |
| 2004-2005                   | Rayo Vallecano B            | TD                          | 37         | 15         | -               | -               | -               | -                  | -                  | -                  | -           | -           | -           | 37     | 15     |
| Totale Rayo Vallecano B     | Totale Rayo Vallecano B     | Totale Rayo Vallecano B     | 52         | 29         |                 | -               | -               |                    | -                  | -                  |             | -           | -           | 52     | 29     |
| 2005-2006                   | Real Castilla               | SD                          | 25         | 4          | -               | -               | -               | -                  | -                  | -                  | -           | -           | -           | 25     | 4      |
| 2006-2007                   | Real Castilla               | SD                          | 40         | 18         | -               | -               | -               | -                  | -                  | -                  | -           | -           | -           | 40     | 18     |
| Totale Real Madrid Castilla | Totale Real Madrid Castilla | Totale Real Madrid Castilla | 65         | 22         |                 | -               | -               |                    | -                  | -                  |             | -           | -           | 65     | 22     |
| 2007-2008                   | Almería                     | PD                          | 36         | 13         | CR              | 2               | 0               | -                  | -                  | -                  | -           | -           | -           | 38     | 13     |
| 2008-2009                   | Almería                     | PD                          | 34         | 19         | CR              | 1               | 0               | -                  | -                  | -                  | -           | -           | -           | 35     | 19     |
| Totale Almería              | Totale Almería              | Totale Almería              | 70         | 32         |                 | 3               | 0               |                    | -                  | -                  |             | -           | -           | 73     | 32     |
| 2009-2010                   | Siviglia                    | PD                          | 35         | 11         | CR              | 5               | 2               | UCL                | 7                  | 1                  | -           | -           | -           | 47     | 14     |
| 2010-2011                   | Siviglia                    | PD                          | 38         | 20         | CR              | 9               | 5               | UCL+UEL            | 2+6                | 0+1                | SS          | 2           | 0           | 57     | 26     |
| 2011-2012                   | Siviglia                    | PD                          | 30         | 14         | CR              | 4               | 0               | UEL                | 2                  | 0                  | -           | -           | -           | 36     | 14     |
| 2012-2013                   | Siviglia                    | PD                          | 36         | 25         | CR              | 6               | 6               |                    | -                  | -                  | -           | -           | -           | 42     | 31     |
| Totale Siviglia             | Totale Siviglia             | Totale Siviglia             | 139        | 70         |                 | 24              | 13              |                    | 17                 | 2                  |             | 2           | 0           | 182    | 85     |
| 2013-2014                   | Manchester City             | PL                          | 32         | 9          | FACup+CdL       | 4+5             | 3+6             | UCL                | 8                  | 5                  | -           | -           | -           | 49     | 23     |
| 2014-2015                   | Valencia                    | PD                          | 30         | 5          | CR              | 4               | 1               | -                  | -                  | -                  | -           | -           | -           | 34     | 6      |
| 2015-2016                   | Valencia                    | PD                          | 25         | 5          | CR              | 6               | 5               | UCL+UEL            | 5+4                | 1+1                | -           | -           | -           | 40     | 12     |
| Totale Valencia             | Totale Valencia             | Totale Valencia             | 55         | 10         |                 | 10              | 6               |                    | 9                  | 2                  |             | -           | -           | 74     | 18     |
| 2016-2017                   | Middlesbrough               | PL                          | 36         | 9          | FACup+CdL       | 4+0             | 1+0             | -                  | -                  | -                  | -           | -           | -           | 40     | 10     |
| 2017-2018                   | Beşiktaş                    | SL                          | 31         | 7          | TK              | 6               | 7               | UCL                | 5                  | 1                  | ST          | 1           | 0           | 43     | 15     |
| lug.-set. 2018              | Beşiktaş                    | SL                          | 4          | 2          | TK              | 0               | 0               | UEL                | 2                  | 1                  | -           | -           | -           | 6      | 3      |
| Totale Besiktas             | Totale Besiktas             | Totale Besiktas             | 35         | 9          |                 | 6               | 7               |                    | 7                  | 2                  |             | 1           | 0           | 49     | 18     |
| set. 2018-2019              | Al-Nasr                     | PL                          | 19         | 17         | EEC             | 4               | 2               | ACL                | 1                  | 1                  | -           | -           | -           | 24     | 20     |
| 2019-2020                   | Al-Nasr                     | PL                          | 17         | 8          | EEC             | 9               | 3               | -                  | -                  | -                  | -           | -           | -           | 26     | 11     |
| Totale Al-Nasr              | Totale Al-Nasr              | Totale Al-Nasr              | 36         | 25         |                 | 13              | 5               |                    | 1                  | 1                  |             | -           | -           | 50     | 31     |
| 2020-2021                   | Cadice                      | PD                          | 35         | 8          | CR              | 0               | 0               | -                  | -                  | -                  | -           | -           | -           | 35     | 8      |
| 2021-2022                   | Cadice                      | PD                          | 34         | 7          | CR              | 5               | 3               | -                  | -                  | -                  | -           | -           | -           | 39     | 10     |
| 2022-2023                   | Cadice                      | PD                          | 21         | 1          | CR              | 1               | 1               | -                  | -                  | -                  | -           | -           | -           | 22     | 2      |
| 2023-feb. 2024              | Cadice                      | PD                          | 7          | 0          | CR              | 2               | 0               | -                  | -                  | -                  | -           | -           | -           | 9      | 0      |
| Totale Cadice               | Totale Cadice               | Totale Cadice               | 97         | 16         |                 | 8               | 4               |                    | -                  | -                  |             | -           | -           | 105    | 20     |
| feb.-giu. 2024              | Real Valladolid             | SD                          | 6          | 0          | CR              | -               | -               | -                  | -                  | -                  | -           | -           | -           | 6      | 0      |
| Totale carriera             | Totale carriera             | Totale carriera             | 623        | 231        |                 | 77              | 45              |                    | 42                 | 12                 |             | 3           | 0           | 745    | 288    |

### Cronologia presenze e reti in nazionale
| Cronologia completa delle presenze e delle reti in nazionale ― Spagna | Cronologia completa delle presenze e delle reti in nazionale ― Spagna | Cronologia completa delle presenze e delle reti in nazionale ― Spagna | Cronologia completa delle presenze e delle reti in nazionale ― Spagna | Cronologia completa delle presenze e delle reti in nazionale ― Spagna | Cronologia completa delle presenze e delle reti in nazionale ― Spagna | Cronologia completa delle presenze e delle reti in nazionale ― Spagna | Cronologia completa delle presenze e delle reti in nazionale ― Spagna |
| Data                                                                  | Città                                                                 | In casa                                                               | Risultato                                                             | Ospiti                                                                | Competizione                                                          | Reti                                                                  | Note                                                                  |
| --------------------------------------------------------------------- | --------------------------------------------------------------------- | --------------------------------------------------------------------- | --------------------------------------------------------------------- | --------------------------------------------------------------------- | --------------------------------------------------------------------- | --------------------------------------------------------------------- | --------------------------------------------------------------------- |
| 10-10-2009                                                            | Erevan                                                                | Armenia                                                               | 1 – 2                                                                 | Spagna                                                                | Qual. Mondiali 2010                                                   | -                                                                     | 55’                                                                   |
| 14-10-2009                                                            | Zenica                                                                | Bosnia ed Erzegovina                                                  | 2 – 5                                                                 | Spagna                                                                | Qual. Mondiali 2010                                                   | 2                                                                     |                                                                       |
| 14-11-2009                                                            | Madrid                                                                | Spagna                                                                | 2 – 1                                                                 | Argentina                                                             | Amichevole                                                            | -                                                                     | 67’                                                                   |
| 18-11-2009                                                            | Vienna                                                                | Austria                                                               | 1 – 5                                                                 | Spagna                                                                | Amichevole                                                            | -                                                                     | 45’                                                                   |
| 4-6-2011                                                              | Foxborough                                                            | Stati Uniti                                                           | 0 – 4                                                                 | Spagna                                                                | Amichevole                                                            | 1                                                                     |                                                                       |
| 2-9-2011                                                              | San Gallo                                                             | Spagna                                                                | 3 – 2                                                                 | Cile                                                                  | Amichevole                                                            | -                                                                     | 64’                                                                   |
| 6-9-2011                                                              | Logroño                                                               | Spagna                                                                | 6 – 0                                                                 | Liechtenstein                                                         | Qual. Euro 2012                                                       | 2                                                                     |                                                                       |
| 26-5-2012                                                             | San Gallo                                                             | Spagna                                                                | 2 – 0                                                                 | Serbia                                                                | Amichevole                                                            | -                                                                     | 46’                                                                   |
| 30-5-2012                                                             | Berna                                                                 | Spagna                                                                | 4 – 1                                                                 | Corea del Sud                                                         | Amichevole                                                            | 1                                                                     | 57’                                                                   |
| 3-6-2012                                                              | Siviglia                                                              | Spagna                                                                | 1 – 0                                                                 | Cina                                                                  | Amichevole                                                            | -                                                                     | 46’                                                                   |
| 18-6-2012                                                             | Danzica                                                               | Croazia                                                               | 0 – 1                                                                 | Spagna                                                                | Euro 2012 - 1º turno                                                  | -                                                                     | 89’                                                                   |
| 27-6-2012                                                             | Donec'k                                                               | Spagna                                                                | 0 – 0 dts (4 – 2 dtr)                                                 | Portogallo                                                            | Euro 2012 - Semifinale                                                | -                                                                     | 54’                                                                   |
| 6-2-2013                                                              | Doha                                                                  | Spagna                                                                | 3 – 1                                                                 | Uruguay                                                               | Amichevole                                                            | -                                                                     | 75’                                                                   |
| 22-3-2013                                                             | Gijón                                                                 | Spagna                                                                | 1 – 1                                                                 | Finlandia                                                             | Qual. Mondiali 2014                                                   | -                                                                     | 64’                                                                   |
| 14-8-2013                                                             | Guayaquil                                                             | Ecuador                                                               | 0 – 2                                                                 | Spagna                                                                | Amichevole                                                            | 1                                                                     | 46’                                                                   |
| 6-9-2013                                                              | Helsinki                                                              | Finlandia                                                             | 0 – 2                                                                 | Spagna                                                                | Qual. Mondiali 2014                                                   | 1                                                                     | 71’                                                                   |
| 10-9-2013                                                             | Ginevra                                                               | Spagna                                                                | 2 – 2                                                                 | Cile                                                                  | Amichevole                                                            | -                                                                     | 65’                                                                   |
| 11-10-2013                                                            | Palma di Maiorca                                                      | Spagna                                                                | 2 – 1                                                                 | Bielorussia                                                           | Qual. Mondiali 2014                                                   | 1                                                                     | 56’                                                                   |
| 15-10-2013                                                            | Albacete                                                              | Spagna                                                                | 2 – 0                                                                 | Georgia                                                               | Qual. Mondiali 2014                                                   | 1                                                                     |                                                                       |
| 16-11-2013                                                            | Malabo                                                                | Guinea Equatoriale                                                    | 1 – 2                                                                 | Spagna                                                                | Amichevole                                                            | -                                                                     | 46’                                                                   |
| 19-11-2013                                                            | Johannesburg                                                          | Sudafrica                                                             | 1 – 0                                                                 | Spagna                                                                | Amichevole                                                            | -                                                                     | 57’                                                                   |
| Totale                                                                |                                                                       | Presenze                                                              | 21                                                                    |                                                                       | Reti                                                                  | 10                                                                    |                                                                       |

## Palmarès

### Club
- Coppa di Spagna: 1

Siviglia: 2009-2010
- Coppa di Lega inglese: 1

Manchester City: 2013-2014
- Campionato inglese: 1

Manchester City: 2013-2014
- Coppa del Golfo Arabico degli Emirati Arabi Uniti: 1

Al-Nasr: 2019-2020

### Nazionale
- Campionato d'Europa: 1

Polonia-Ucraina 2012

### Individuale
- Trofeo Zarra: 2

2010-2011 (20 reti), 2012-2013 (25 reti)
- Capocannoniere della Coppa di Lega inglese: 1

2013-2014 (6 gol, a pari merito con Edin Džeko)
- Capocannoniere della Coppa del Re: 1

2015-2016 (5 gol, a pari merito con John Guidetti, Lionel Messi, Luis Suárez e Munir)